# Югодиск
Югодиск (на сръбски: Југодиск) е югославска, а по-късно сръбска звукозаписна компания със седалище в Белград, на адрес: „Kružni put voždovački“ № 4.

## История
Звукозаписната компания е основана през 1981 г., като наследява предишната „Белград Диск“. През 2003 г. компанията е продадена с държавен търг на бизнесмена от шоу бизнеса Ненад Капор и променя името си на Югодиск АД (акционерно дружество).